# Masarbonès
Masarbonès és una entitat de població del municipi de Masllorenç a la comarca del Baix Penedès.
Situat a l'est del terme municipal, tenia 17 habitants el 2006. Tradicionalment s'ha dedicat a l'agricultura de secà (vinya i ametllers). Masarbonès es troba en un lloc privilegiat, dins de l'anomenada Pineda de Santa Cristina, envoltat de vinyes. Com a llocs d'interès té l'església molt ben conservada i els típics carrers medievals, així com la plaça de l'Om.
El patró del municipi és Sant Bartomeu i la Festa Major se celebra el cap de setmana més proper al 24 d'agost, dies en què el poble multiplica per 10 la seva població. Com a tradició els vilatans organitzen diferents actes festius com matinades, processó, ofrenes, missa, jocs infantils, concerts de música, el dissabte al migdia els masarbonencs s'organitzen com una colla castellera i alcen les torres humanes en una actuació castellera i diumenge organitzen el tradicional partit de futbol de solters i solteres contra casats i casades.